# Louis Brennan
Pour les articles homonymes, voir Brennan.
Compléments
- Inventeur de la torpille guidée - 1877
- Monorail gyroscopique - 1903

Louis Brennan (28 janvier 1852 - 17 janvier 1932), très honorable ordre du Bain, était un ingénieur mécanicien et inventeur irlando-australien.
Il a travaillé sur le développement de l'hélicoptère et du monorail, mais son plus grand succès a été d'inventer le premier missile guidé au monde. C'était une sorte de torpille pouvant être tirée sous l'eau et contrôlée à distance à l'aide d'un fil.

## Biographie
Brennan est né à Castlebar, en Irlande, et a déménagé avec ses parents à Melbourne, en Australie, en 1861. Il a commencé sa carrière comme horloger et quelques années plus tard il est entré en apprentissage chez Alexander Kennedy Smith, un ingénieur civil et mécanicien renommé de la période.

### Invention torpille guidée - 1877

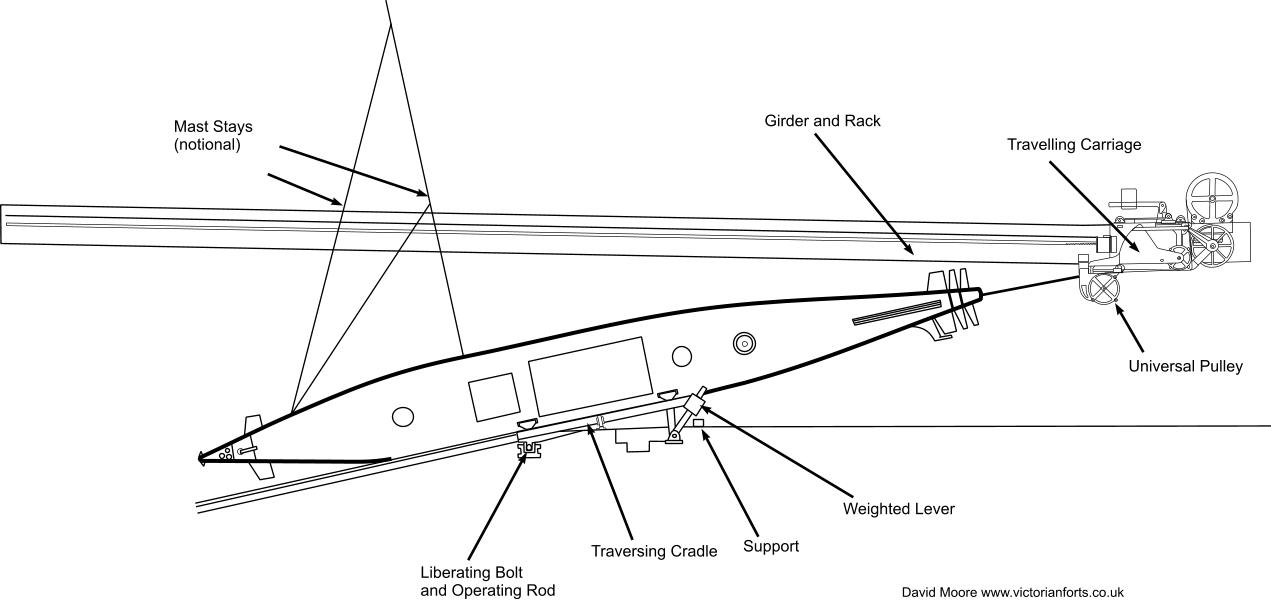
Lancement d'une torpille Brennan

Brennan a l'idée d'une torpille guidée en 1874. Il passe quelques années à travailler sur son invention et reçoit une subvention de 700 £ du gouvernement de l'État de Victoria. Il fait breveter la « Torpille De Brennan » en 1877. L'idée est testée à Camden Fort près de Crosshaven, Cork, Irlande.
Brennan se rend en Angleterre en 1880 et présente son invention à de l'Office de la guerre. Sir Andrew Clarke informe les autorités sur les possibilités de la torpille si elle est utilisée dans la défense des ports et des chenaux, et le brevet est finalement acheté pour une somme estimée à plus de 100 000 £. En 1887, Brennan est nommé surintendant de l'usine de torpilles Brennan, et ingénieur-conseil de 1896 à 1907.

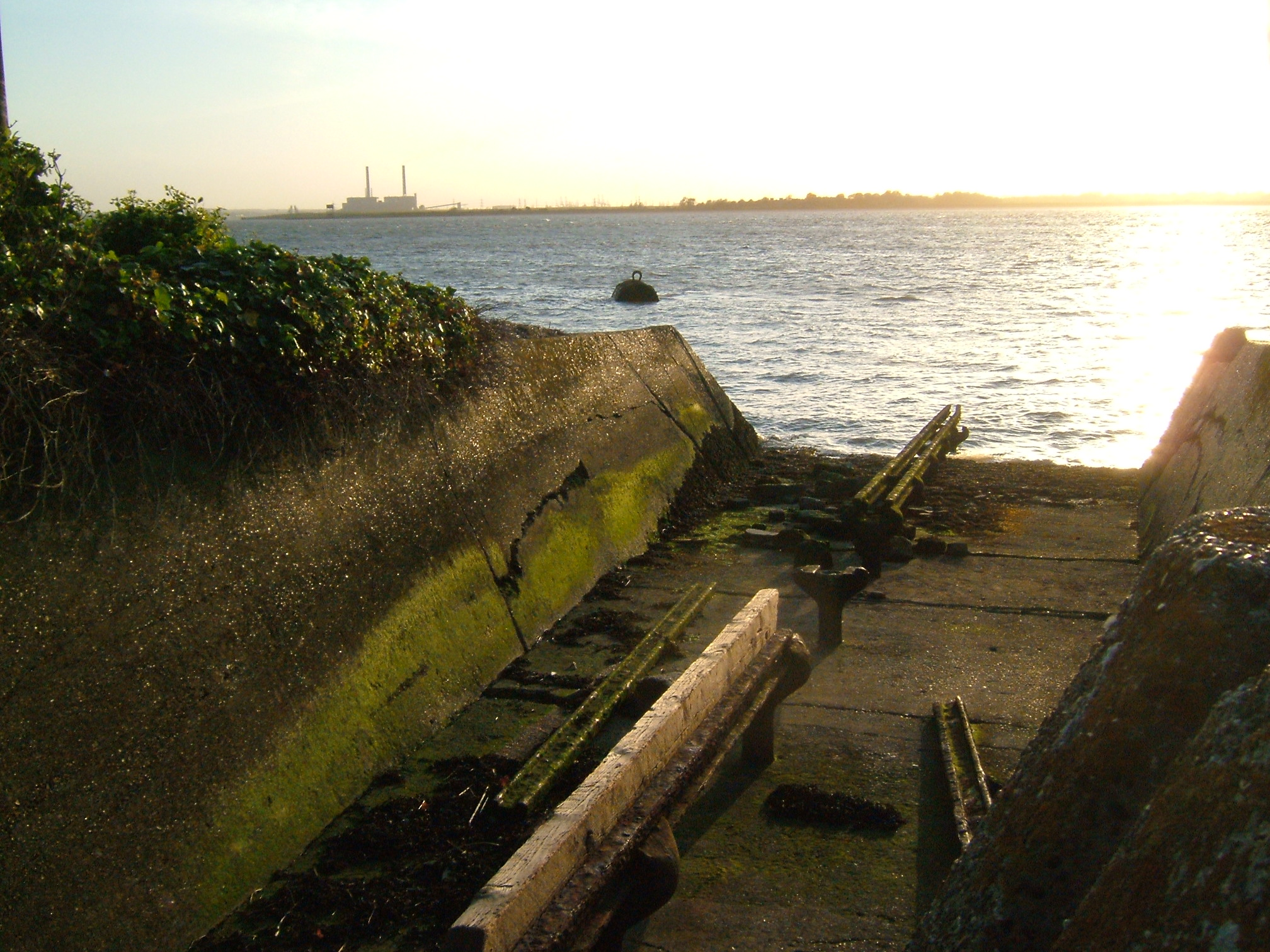
Les restes de la piste de lancement des torpilles Brennan a Cliffe Fort.

La portée de ses torpilles n'est limitée que par la longueur du fil utilisé pour les guider, et elle peut atteindre jusqu'à 3 km. Les torpilles contiennent des explosifs et la Royal Navy s'en sert pour défendre ses ports en Grande-Bretagne, en Irlande, à Hong Kong et à Malte.

### Monorail gyroscopique - 1903

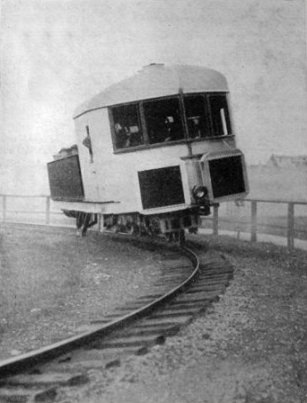
Monorail gyroscopique de Brennan

Brennan travaille également en tant qu'inventeur pour l'armée britannique. Il s'intéresse aux transports et crée le monorail gyroscopique, un système de monorail innovant qui est maintenu en équilibre grâce à un gyroscope. Les démonstrations qu'il fait sont concluantes, mais des craintes de pannes du gyroscope empêchent l'adoption du nouveau système.
Il subit une déception similaire quand, après sept ans passés à travailler au ministère de l'Air sur la mise au point d'un hélicoptère, le gouvernement met fin au financement du projet.
Il meurt en 1932, âgé de 79 ans, après avoir été heurté par une voiture. Ses documents sont archivés à la bibliothèque Gillingham Library.